# Tri-Polar
Tri-Polar é o terceiro álbum de estúdio da banda Sick Puppies, lançado a 14 de julho de 2009.
O disco estreou na Billboard 200 no nº 31, com vendas de 16 mil e 500 cópias.

## Faixas
1. "War" - 3:13
2. "I Hate You" - 3:28
3. "Riptide" - 3:11
4. "You're Going Down" - 3:07
5. "Odd One" - 3:47
6. "So What I Lied" - 3:42
7. "Survive" - 3:12
8. "Should've Known Better" - 3:52
9. "Maybe" - 3:29
10. "Don't Walk Away" - 3:48
11. "Master of the Universe" - 3:33
12. "In It for Life" - 4:05
13. "White Balloons" - 3:39

## Paradas
| Ano  | Parada               | Posição |
| ---- | -------------------- | ------- |
| 2009 | Billboard 200        | 31      |
| 2009 | Top Hard Rock Albums | 14      |
| 2010 | Top Rock Albums      | 12      |

## Créditos
- Shimon Moore - Vocal, guitarra
- Emma Anzai - Baixo, vocal de apoio
- Chris Mileski - Bateria